# Ceraphron longistriatus
Ceraphron longistriatus is een vliesvleugelig insect uit de familie van de Ceraphronidae. De wetenschappelijke naam van de soort is voor het eerst geldig gepubliceerd in 1972 door Dessart.